# Partido Regionalista Independiente
De Partido Regionalista Independiente (Nederlands: Onafhankelijke Regionalistische Partij) is een Chileense regionalistische en centristische politieke partij die op 4 juli 2006 ontstond.

## Geschiedenis
De PRI ontstond na de fusie van de Alianza Nacional de los Independientes (Nationale Alliantie van Onafhankelijken), de Partido de Acción Regionalista de Chile (Regionale Actiepartij van Chili), het Fuerza Regional Independiente (Front van Regionale Onafhankelijken) en een afsplitsing van de Partido Demócrata Cristiano (Christendemocratische Partij). De nieuwe partij presenteerde zich aanvankelijk als centristisch alternatief voor de centrumlinkse/linkse alliantie Concertación (Coalitie) en de centrumrechtse alliantie Alianza por Chile (Alliantie voor Chili). In 2009/2010 deed de PRI niet mee aan de presidentsverkiezingen, maar wel aan de parlementsverkiezingen. Het ging daarvoor een lijstverbinding aan met de linkse Movimiento Amplio Social (Brede Sociale Beweging). Voor de verbintenis werden drie parlementariërs gekozen die echter allemaal de partij verlieten.
Bij de presidentsverkiezingen van 2013 was Ricardo Israel namen de PRI presidentskandidaat. Hij verkreeg maar 0,57% van de stemmen. Geen enkele kandidaat van de PRI werd in het parlement gekozen. Bij de gemeenteraadsverkiezingen van 2012 boekte de partij echter een vooruitgang t.o.v. 2008.
Pogingen om van de PRI een alternatief te maken voor centrumlinks of centrumrechts waren mislukt en sinds 2015 vormt de partij samen met andere centrumrechtse partijen de coalitie Chile Vamos.

## Ideologie
De PRI is een partij van het politieke midden en is christendemocratisch en een aanhanger van meer autonomie voor de regio's van Chili.